# Grand Prix Formule 1 van België 2017
De Grand Prix Formule 1 van België 2017 werd gehouden op 27 augustus 2017 op Spa-Francorchamps. Het was de twaalfde race van het kampioenschap.

## Vrije trainingen

### Uitslagen
- Er wordt enkel de top-5 weergegeven.

| Vrije training 1 | Pos | No | Coureur          | Constructeur       | Tijd     |
| ---------------- | --- | -- | ---------------- | ------------------ | -------- |
| Vrije training 1 | 1   | 7  | Kimi Räikkönen   | Ferrari            | 1:45:502 |
| Vrije training 1 | 2   | 44 | Lewis Hamilton   | Mercedes           | 1:45:555 |
| Vrije training 1 | 3   | 5  | Sebastian Vettel | Ferrari            | 1:45:647 |
| Vrije training 1 | 4   | 33 | Max Verstappen   | Red Bull-TAG Heuer | 1:46:302 |
| Vrije training 1 | 5   | 3  | Daniel Ricciardo | Red Bull-TAG Heuer | 1:46:352 |
| Vrije training 2 | Pos | No | Coureur          | Constructeur       | Tijd     |
| Vrije training 2 | 1   | 44 | Lewis Hamilton   | Mercedes           | 1:44.753 |
| Vrije training 2 | 2   | 7  | Kimi Räikkönen   | Ferrari            | 1:45.015 |
| Vrije training 2 | 3   | 77 | Valtteri Bottas  | Mercedes           | 1:45.180 |
| Vrije training 2 | 4   | 33 | Max Verstappen   | Red Bull-TAG Heuer | 1:45.225 |
| Vrije training 2 | 5   | 5  | Sebastian Vettel | Ferrari            | 1:45.235 |
| Vrije training 3 | Pos | No | Coureur          | Constructeur       | Tijd     |
| Vrije training 3 | 1   | 7  | Kimi Räikkönen   | Ferrari            | 1:43:916 |
| Vrije training 3 | 2   | 5  | Sebastian Vettel | Ferrari            | 1:44.113 |
| Vrije training 3 | 3   | 44 | Lewis Hamilton   | Mercedes           | 1:44:114 |
| Vrije training 3 | 4   | 33 | Max Verstappen   | Red Bull-TAG Heuer | 1:45.034 |
| Vrije training 3 | 5   | 77 | Valtteri Bottas  | Mercedes           | 1:45.230 |

## Kwalificatie
Lewis Hamilton behaalde voor Mercedes zijn zevende pole position van het seizoen en zijn 68e in totaal, waarmee hij het record van Michael Schumacher evenaarde. Ferrari-coureur Sebastian Vettel kwalificeerde zich als tweede, voor de Mercedes van Valtteri Bottas en teamgenoot Kimi Räikkönen. Het Red Bull-duo Max Verstappen en Daniel Ricciardo werd vijfde en zesde, terwijl Renault-coureur Nico Hülkenberg de zevende tijd neerzette. De Force India-coureurs Sergio Pérez en Esteban Ocon kwalificeerden zich als achtste en negende. De top 10 werd compleet gemaakt door de Renault van Jolyon Palmer, alhoewel hij geen tijd neer kon zetten tijdens het laatste deel van de kwalificatie nadat zijn versnellingsbak kapot ging.
Na afloop van de kwalificatie ontving McLaren-coureur Stoffel Vandoorne een straf van 65 startplaatsen omdat hij zijn versnellingsbak en meerdere onderdelen van zijn motor moest vervangen. De Sauber-coureurs Marcus Ericsson en Pascal Wehrlein kregen een straf van vijf startplaatsen omdat zij allebei hun versnellingsbak moesten wisselen. Williams-coureur Felipe Massa kreeg vijf startplaatsen straf vanwege het negeren van een dubbele gele vlag in de derde vrije training. Toro Rosso-coureur Daniil Kvjat kreeg een straf van twintig startplaatsen nadat hij meerdere onderdelen van zijn motor moest wisselen. Na zijn probleem in de kwalificatie moest Jolyon Palmer zijn versnellingsbak laten vervangen, wat ook hem vijf startplaatsen straf opleverde.

### Kwalificatieuitslag
| Pos.                | Nr. | Coureur           | Constructeur         | Kwalificatietijden | Kwalificatietijden | Kwalificatietijden | Grid |
| Pos.                | Nr. | Coureur           | Constructeur         | Q1                 | Q2                 | Q3                 | Grid |
| ------------------- | --- | ----------------- | -------------------- | ------------------ | ------------------ | ------------------ | ---- |
| 1                   | 44  | Lewis Hamilton    | Mercedes             | 1:44.184           | 1:42.927           | 1:42.553           | 1    |
| 2                   | 5   | Sebastian Vettel  | Ferrari              | 1:44.275           | 1:43.987           | 1:42.795           | 2    |
| 3                   | 77  | Valtteri Bottas   | Mercedes             | 1:44.773           | 1:43.249           | 1:43.094           | 3    |
| 4                   | 7   | Kimi Räikkönen    | Ferrari              | 1:44.729           | 1:43.700           | 1:43.270           | 4    |
| 5                   | 33  | Max Verstappen    | Red Bull-TAG Heuer   | 1:44.535           | 1:43.940           | 1:43.380           | 5    |
| 6                   | 3   | Daniel Ricciardo  | Red Bull-TAG Heuer   | 1:45.114           | 1:44.224           | 1:43.863           | 6    |
| 7                   | 27  | Nico Hülkenberg   | Renault              | 1:45.280           | 1:44.988           | 1:44.982           | 7    |
| 8                   | 11  | Sergio Pérez      | Force India-Mercedes | 1:45.591           | 1:44.894           | 1:45.244           | 8    |
| 9                   | 31  | Esteban Ocon      | Force India-Mercedes | 1:45.277           | 1:45.006           | 1:45.369           | 9    |
| 10                  | 30  | Jolyon Palmer     | Renault              | 1:45.447           | 1:44.685           | geen tijd          | 14   |
| 11                  | 14  | Fernando Alonso   | McLaren-Honda        | 1:45.668           | 1:45.090           |                    | 10   |
| 12                  | 8   | Romain Grosjean   | Haas-Ferrari         | 1:45.728           | 1:45.133           |                    | 11   |
| 13                  | 20  | Kevin Magnussen   | Haas-Ferrari         | 1:45.535           | 1:45.400           |                    | 12   |
| 14                  | 55  | Carlos Sainz jr.  | Toro Rosso           | 1:45.374           | 1:45.439           |                    | 13   |
| 15                  | 2   | Stoffel Vandoorne | McLaren-Honda        | 1:45.441           | geen tijd          |                    | 20   |
| 16                  | 19  | Felipe Massa      | Williams-Mercedes    | 1:45.823           |                    |                    | 16   |
| 17                  | 26  | Daniil Kvjat      | Toro Rosso           | 1:46.028           |                    |                    | 19   |
| 18                  | 18  | Lance Stroll      | Williams-Mercedes    | 1:46.915           |                    |                    | 15   |
| 19                  | 9   | Marcus Ericsson   | Sauber-Ferrari       | 1:47.214           |                    |                    | 17   |
| 20                  | 94  | Pascal Wehrlein   | Sauber-Ferrari       | 1:47.679           |                    |                    | 18   |
| 107% tijd: 1:51.476 |     |                   |                      |                    |                    |                    |      |

## Wedstrijd

### Verslag
De race werd gewonnen door Lewis Hamilton, die zijn vijfde overwinning van het seizoen behaalde. Sebastian Vettel eindigde op korte afstand als tweede, terwijl Daniel Ricciardo als derde eindigde. Ricciardo wist te profiteren van een herstart, na een safetycarfase die werd veroorzaakt doordat de Force India-teamgenoten Sergio Pérez en Esteban Ocon elkaar raakten en hierdoor brokstukken op het circuit belandden. Bij deze herstart haalde hij Räikkönen en Bottas in, die respectievelijk op de vierde en vijfde plaats eindigden. Nico Hülkenberg eindigde op de zesde plaats, voor de Haas van Romain Grosjean en de Williams van Felipe Massa. Esteban Ocon wist, ondanks dat hij zijn voorvleugel moest vervangen na de botsing met zijn teamgenoot, als negende te finishen, terwijl Toro Rosso-coureur Carlos Sainz jr. het laatste punt behaalde op de tiende plaats.

### Raceuitslag
| Pos. | Nr. | Coureur           | Constructeur         | Rondes | Tijd/Oorzaak uitval | Grid | Punten |
| ---- | --- | ----------------- | -------------------- | ------ | ------------------- | ---- | ------ |
| 1    | 44  | Lewis Hamilton    | Mercedes             | 44     | 1:24:42.820         | 1    | 25     |
| 2    | 5   | Sebastian Vettel  | Ferrari              | 44     | +2.358              | 2    | 18     |
| 3    | 3   | Daniel Ricciardo  | Red Bull-TAG Heuer   | 44     | +10.791             | 6    | 15     |
| 4    | 7   | Kimi Räikkönen    | Ferrari              | 44     | +14.471             | 4    | 12     |
| 5    | 77  | Valtteri Bottas   | Mercedes             | 44     | +16.456             | 3    | 10     |
| 6    | 27  | Nico Hülkenberg   | Renault              | 44     | +28.087             | 7    | 8      |
| 7    | 8   | Romain Grosjean   | Haas-Ferrari         | 44     | +31.553             | 11   | 6      |
| 8    | 19  | Felipe Massa      | Williams-Mercedes    | 44     | +36.649             | 16   | 4      |
| 9    | 31  | Esteban Ocon      | Force India-Mercedes | 44     | +38.154             | 9    | 2      |
| 10   | 55  | Carlos Sainz jr.  | Toro Rosso           | 44     | +39.447             | 13   | 1      |
| 11   | 18  | Lance Stroll      | Williams-Mercedes    | 44     | +48.999             | 15   |        |
| 12   | 26  | Daniil Kvjat      | Toro Rosso           | 44     | +49.940             | 19   |        |
| 13   | 30  | Jolyon Palmer     | Renault              | 44     | +53.329             | 14   |        |
| 14   | 2   | Stoffel Vandoorne | McLaren-Honda        | 44     | +57.078             | 20   |        |
| 15   | 20  | Kevin Magnussen   | Haas-Ferrari         | 44     | +1:07.262           | 12   |        |
| 16   | 9   | Marcus Ericsson   | Sauber-Ferrari       | 44     | +1:09.711           | 17   |        |
| 17   | 11  | Sergio Pérez      | Force India-Mercedes | 42     | Versnellingsbak     | 8    |        |
| DNF  | 14  | Fernando Alonso   | McLaren-Honda        | 25     | Motor               | 10   |        |
| DNF  | 33  | Max Verstappen    | Red Bull-TAG Heuer   | 7      | Bougie              | 5    |        |
| DNF  | 94  | Pascal Wehrlein   | Sauber-Ferrari       | 2      | Ophanging           | 18   |        |

## Tussenstanden Grand Prix
Betreft tussenstanden na afloop van de race.

### Coureurs
| Positie | No. | Rijder           | Team                 | Punten |
| ------- | --- | ---------------- | -------------------- | ------ |
| 01      | 5   | Sebastian Vettel | Ferrari              | 220    |
| 02      | 44  | Lewis Hamilton   | Mercedes             | 213    |
| 03      | 77  | Valtteri Bottas  | Mercedes             | 179    |
| 04      | 3   | Daniel Ricciardo | Red Bull-TAG Heuer   | 132    |
| 05      | 7   | Kimi Räikkönen   | Ferrari              | 128    |
| 06      | 33  | Max Verstappen   | Red Bull-TAG Heuer   | 67     |
| 07      | 11  | Sergio Pérez     | Force India-Mercedes | 56     |
| 08      | 31  | Esteban Ocon     | Force India-Mercedes | 47     |
| 09      | 55  | Carlos Sainz jr. | Toro Rosso           | 36     |
| 10      | 27  | Nico Hülkenberg  | Renault              | 34     |

### Constructeurs
| Positie | Team                 | Punten |
| ------- | -------------------- | ------ |
| 01      | Mercedes             | 392    |
| 02      | Ferrari              | 348    |
| 03      | Red Bull-TAG Heuer   | 199    |
| 04      | Force India-Mercedes | 103    |
| 05      | Williams-Mercedes    | 45     |
| 06      | Toro Rosso           | 40     |
| 07      | Haas-Ferrari         | 35     |
| 08      | Renault              | 34     |
| 09      | McLaren-Honda        | 11     |
| 10      | Sauber-Ferrari       | 5      |